# John Moore-Brabazon
John Theodore Cuthbert Moore-Brabazon, 1o Barão Brabazon de Tara (Londres, 8 de fevereiro de 1884 — Buckinghamshire, 17 de maio de 1964), foi um pioneiro da aviação britânica, e um político conservador. Ele foi o primeiro inglês a pilotar um veículo mais pesado que o ar na Inglaterra, e atuou como Ministro de Transporte e Ministro de produção de aeronaves durante a Segunda Guerra Mundial.
O voo realizado por ele em 2 de Maio de 1909, que fez dele o primeiro inglês a pilotar um veículo mais pesado que o ar, mereceu um documentário em 2009, intitulado A Dream of Flight, para celebrar o centenário do evento. Durante a Primeira Guerra Mundial ele serviu na Royal Flying Corps, onde contribuiu de forma decisiva no desenvolvimento da aerofotografia e do reconhecimento aéreo. Em Março de 1915 ele foi promovido a capitão e designado como oficial de equipamento.